# Fredrik Modéus
Sven Fredrik Modéus, född 19 oktober 1964 i Jönköpings Sofia församling, är en svensk präst och biskop i Växjö stift.

## Biografi
Modéus prästvigdes 1991 för Växjö stift. Därefter tjänstgjorde han som pastorsadjunkt i Värnamo 1991–1992. Åren 1992–1994 tjänstgjorde han som komminister/skolpräst i Hässleholm och 1995–1996 som skolpräst på Oskarshamns folkhögskola. 1996 flyttade Modéus till Lund och tillträdde tjänst som studentpräst varefter han 1997–1999 verkade som arbetsledande komminister i Helgeands församling. 2000 blev han kyrkoherde i Helgeands församling i Lund. 2009–2014 hade han doktorandtjänst vid Lunds universitet. Han disputerade i systematisk teologi vid Lunds universitet den 13 maj 2015 på avhandlingen Gudstjänstgemenskap i folkkyrkan. 2014 blev han församlingsherde i Domkyrkoförsamlingen. Våren samma år kandiderade han i biskopsvalet i Lunds stift, där han hamnade på andra plats efter Johan Tyrberg. Hösten samma år kandiderade han i biskopsvalet i Växjö, där han gick till slutomgången tillsammans med domprost Thomas Petersson. Den 3 december valdes han med 58 % av de avgivna rösterna. Den 12 april 2015 biskopsvigdes han i Uppsala domkyrka och blev då den 59:e biskopen i ordningen i Växjö stift.
Under 2022 var Modéus en av kandidaterna i ärkebiskopsvalet. 
Fredrik Modéus är son till adjunkterna Nils Modéus och Ingrid Modéus samt bror till ärkebiskop Martin Modéus och juristen Daniel Modéus. Fredrik Modéus är gift med läkaren Carina Modéus. Tillsammans har de tre barn.